# Nahuel D'Aquila
Nahuel D'Aquila, né le 21 février 1998,, est un coureur cycliste argentin.

## Biographie
En 2015, Nahuel D'Aquila termine deuxième du championnat d'Argentine sur route juniors (moins de 19 ans). L'année suivante, il effectue un stage au Centre mondial du cyclisme en Suisse. Toujours dans sa catégorie, il participe aux championnats du monde de Doha, où il abandonne lors de la course en ligne. Il roule ensuite principalement sur le circuit national argentin parmi les élites, où il se fait remarquer par ses victoires au sprint. 
En 2019, il commence à courir en Espagne lorsqu'il rejoint l'équipe Mutua Levante-Alé. Il remporte le Gran Premio Primavera de Ontur, course du calendrier national, et obtient diverses places d'honneur. Les deux saisons suivantes, il continue à courir dans la péninsule ibérique. 
Après ses performances, il passe professionnel en 2022 au sein de la formation Aviludo-Louletano-Loulé Concelho, qui évolue sous licence portugaise. Il quitte toutefois l'effectif de l'équipe en juin 2023, sans avoir obtenu de résultats notables. 

## Palmarès
- 2015
  - 2e du championnat d'Argentine sur route juniors
- 2018
  - 2e du Criterium de Apertura
- 2019
  - Gran Premio Primavera de Ontur
  - Prologue de la Doble San Francisco-Miramar
  - 2e du Mémorial Manuel Sanroma
  - 3e du Trofeu Joan Escolà
- 2021
  - 2e du Zumaiako Saria
  - 2e du Mémorial Ángel Lozano
- 2023
  - 2e du Criterium de Apertura